# Günther Hunold
Günther Hunold (n. 7 februarie 1926, Halle (Saale), Republica de la Weimar) este un autor german care este cunoscut prin romanele sale în care s-au descris problemele sexuale ale tinerilor.

## Date biografice
Günther Hunold a studiat muzică, pedagogie și psihologie în RDG, Leipzig. El a emigrat în 1952 în RFG. Din anul 1963 a fost preocupat de cercetarea sexuallitatii și comportamentului uman. Rezultatele cercetărilor sale le-a publicat în câteva reviste de specialitate. Renumit pe plan internațional devine el prin romanul Schulmädchen-Report  în traducere (Reportajul fetelor de școală). Romanul prezintă rezultatul reportajului făcut despre 12 fete din München, pe care el le-ar fi interogat în anul 1969. Numai numele de botez al fetelor apar în romanul său. Interviul său nu a fost adeverit, dacă a avut loc în realitate sau nu. Romanul său a fost transpus în anul 1970 transpus pe ecran .